# 存在
存在（英語：existence，源自拉丁語 ）是實體與物理現實交互的能力。 在哲學中指存有的本體論性質。
在存在主義哲學等相關領域，這個詞經常被用作“人類存在”的同義詞。
在謂詞邏輯中，謂詞賦值的條件被標記為存在。